# Acura ZDX (2024)
Der Acura ZDX ist ein batterieelektrisch angetriebenes SUV der zu Honda gehörenden Marke Acura.

## Geschichte
Bei der Entwicklung von Elektrofahrzeugen für den nordamerikanischen Markt kooperiert Honda mit General Motors und nutzt deren Plattform Ultium auch für die eigene Marke Acura. Die Typbezeichnung ZDX wurde von einem früheren Crossover mit Verbrennungsmotor übernommen. Der Acura Precision EV Concept gab 2022 einen ersten Ausblick auf den ZDX. Die Serienversion wurde im August 2023 vorgestellt. Seit Mai 2024 ist der Wagen in Nordamerika im Handel erhältlich.

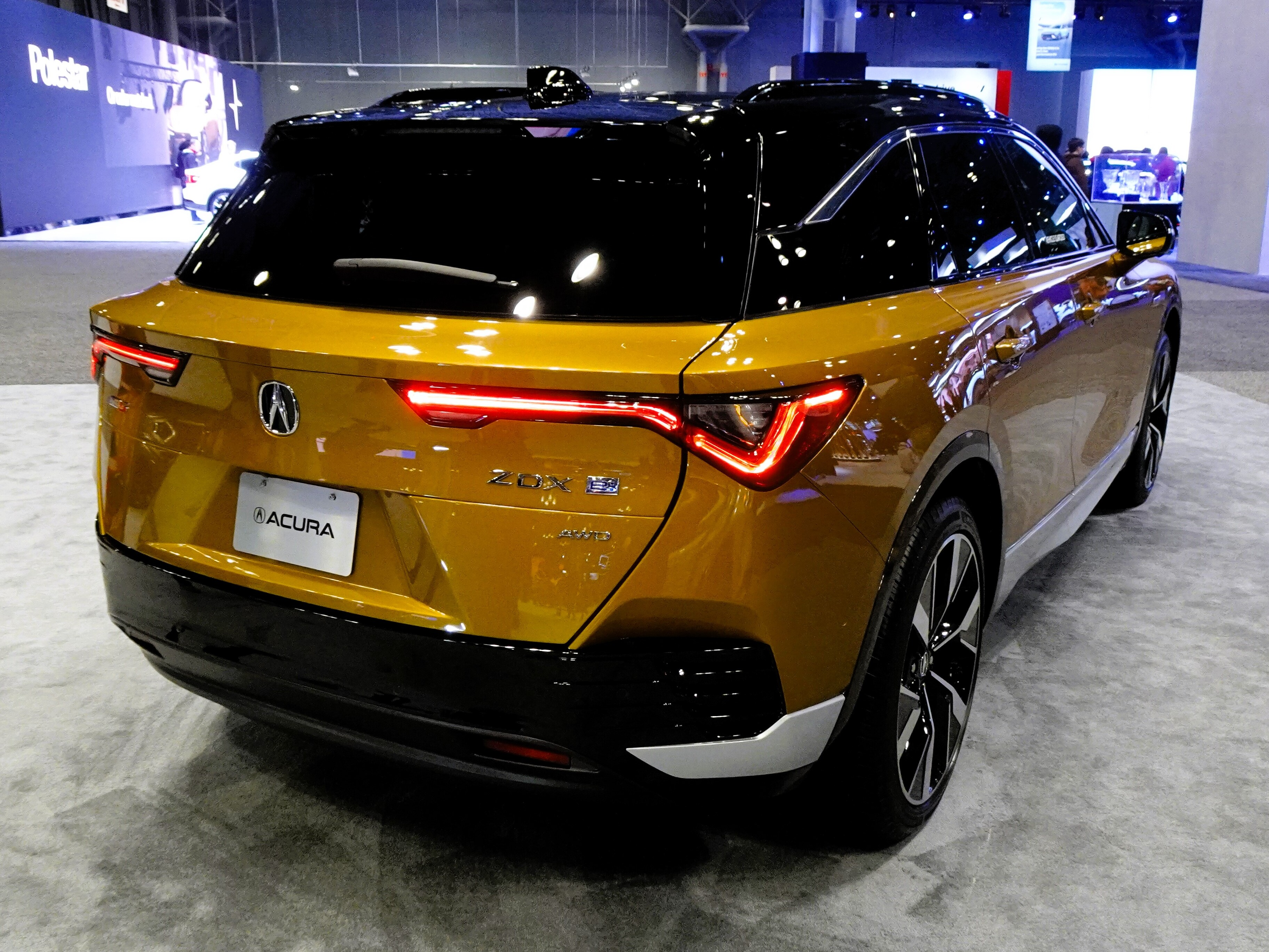
Heckansicht
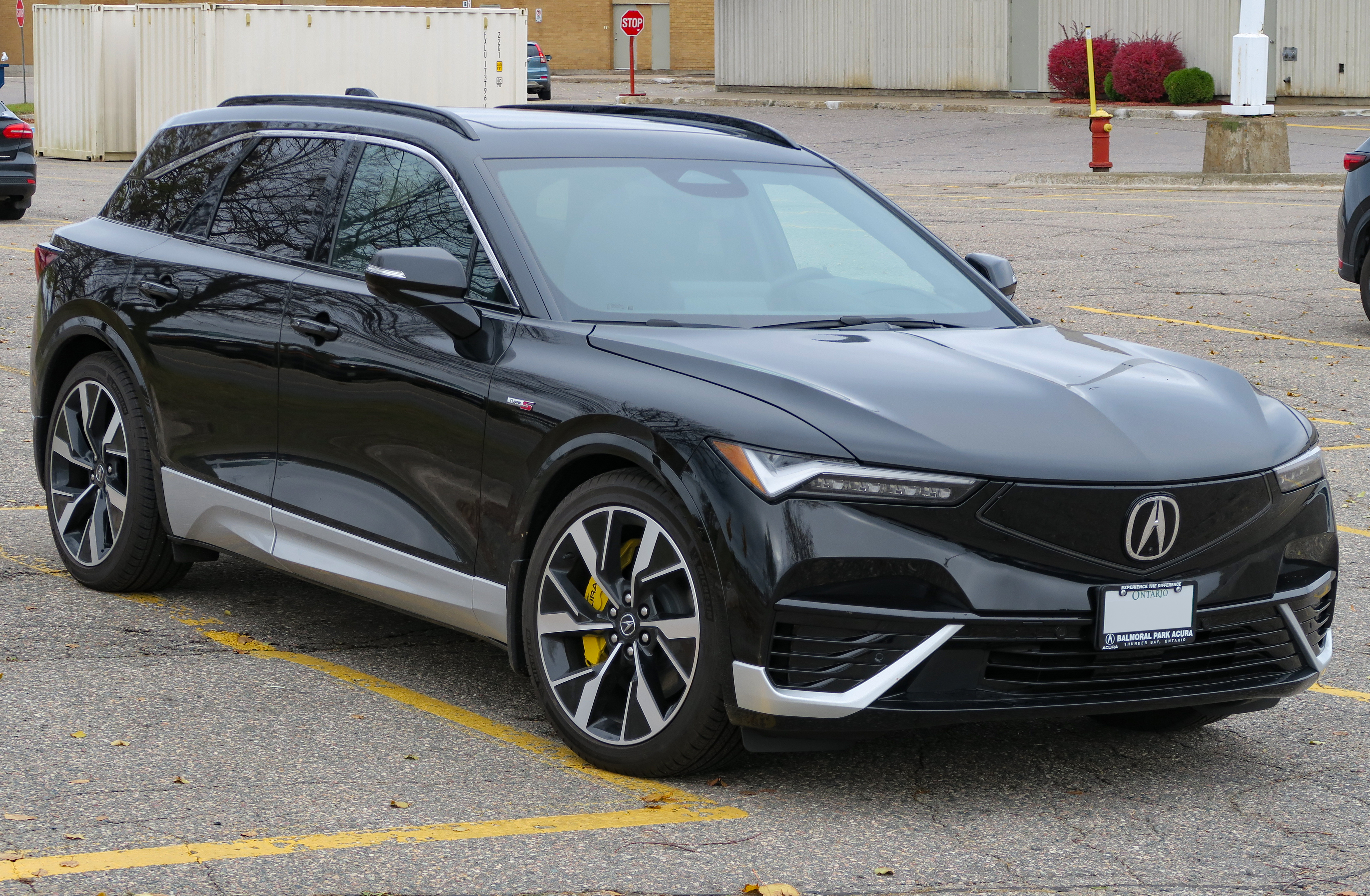
Acura ZDX Type S
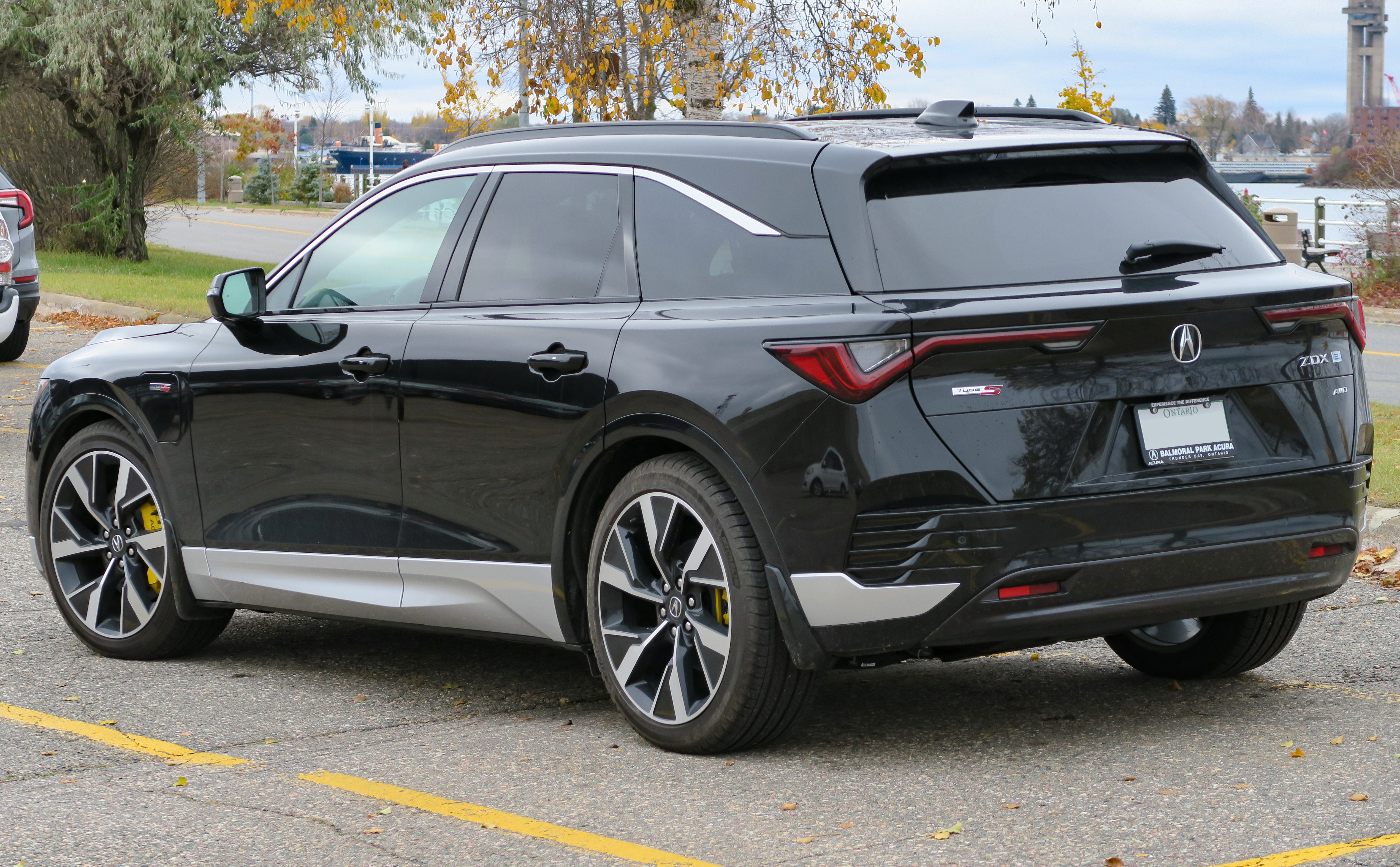
Heckansicht

## Technik
Der ZDX ähnelt durch die Plattform technisch dem Cadillac Lyriq oder dem Honda Prologue. Der Lithium-Ionen-Akkumulator hat einen Energieinhalt von 102 kWh. Die Reichweite wird von der EPA je nach Version mit 447 bis 504 km angegeben. Die Ladeleistung mit Gleichstrom beträgt maximal 190 kW. Die Variante mit Hinterradantrieb hat eine Leistung von 253 kW (344 PS) und 439 Nm Drehmoment. Außerdem werden zwei Versionen mit Allradantrieb mit jeweils einem Elektromotor an jeder Achse angeboten. Die stärkere Type S genannte Version leistet 373 kW (507 PS) und bietet ein Drehmoment von 738 Nm. Ebenfalls ähnlich dem Modell von General Motors ist das Fahrwerk in Mehrlenkerausführung, das im Type S mit einer höhenverstellbaren Luftfederung ausgestattet wird.